# ジェディディア・モールス
ジェディディア・モールス（Jedidiah Morse、1761年8月23日 - 1826年6月9日）は、アメリカ合衆国の地理学者・聖職者であり、電信の発明で知られる画家のサミュエル・モールスの父である。モールスが著した教科書はアメリカにおける地理教育の定番となり、「アメリカ地理学の父」と呼ばれている。

## 若年期と教育
イギリス領アメリカ・コネチカット植民地のウッドストックでイングランド移民の子として生まれた。大学を卒業後、1786年にイェール大学で神学の修士号(M.A.)を取得した。ジョナサン・エドワーズ・ジュニアやサミュエル・ワッツに神学を学ぶ傍らで、1783年にはニューヘイブンで若い女性のための学校を設立した。

## キャリア
1785年の夏に伝道の免許を取得したが、その後も教職に専念した。1786年6月にイェール大学のチューターとなったが、その職を辞して、1786年11月9日に聖任され、ジョージア州ミッドウェイに定住し、翌年の8月までそこにいた。1787年から1788年にかけての冬はニューヘイブンで地理学の研究に従事し、日曜日に近隣の空いている小教区で伝道を行った。

### 宗教的活動
1789年4月30日にボストンのチャールズタウン（ボストン港を挟んで向かい側）で牧師となり、1820年まで奉仕した。彼の友人や文通者の中には、ノア・ウェブスター、ベンジャミン・シリマン、ジェレミー・ベルナップなどがいた。1795年、エディンバラ大学から名誉神学博士(D.D.)を取得した。1796年にアメリカ芸術科学アカデミーのフェローに選ばれた。
生涯を通じて宗教論争に明け暮れ、ユニテリアン主義者の攻撃に対抗してニューイングランド教会の信仰を守った。自由主義的な宗教観に根気強く反対し続けたことで、モールスは迫害を受け、生まれつき虚弱な心身の健康に深い影響を与えた。1804年には、マサチューセッツ州の会衆派教会の聖職者の総会を拡大する運動に積極的に参加し、1805年にはハーバード大学のハーバード神学校の校長(Hollis Chair of Divinity)にユニテリアンのヘンリー・ウェアが選ばれることに、理事会のメンバーとして反対した。
モールスはアンドーバー神学校の設立に向けて尽力した。特に、ホプキンス主義者（主にサミュエル・スプリングとレナード・ウッズ。ウィリアム・バートレットの資金援助を受けた）がウェストニューベリーに計画していたライバル校の設立を阻止することに成功した。オールドサウス教会を除くボストン全ての会衆教会が正統派信仰を放棄していた1808年、モールスはパークストリート教会の組織化に参加した。1805年、彼はニューイングランドで一般的に受け入れられている正統派を説明し、擁護するために雑誌『パノプリスト』(The Panoplist)を創刊し、5年間その唯一の編集者を務めた。この雑誌は後に『ミッショナリー・ヘラルド』(The Missionary Herald)となった。

### 地理学

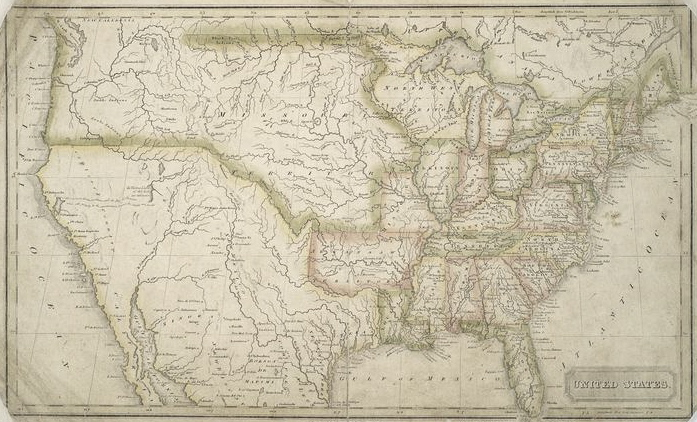
モールスが製作したアメリカ合衆国の地図（1824年ごろ）。印刷はアニン・アンド・スミスによる。

モールスはアメリカの教育制度に強い影響を与えた。若い女性のための学校で教えていたとき、モールスは出来上がりつつあるこの国を対象とした地理の教科書の必要性を感じた。そこでまず、1784年にGeography Made Easyという簡単な教科書を作成した。それに続いて1789年にAmerican Geography（アメリカの地理学）を出版したが、これは広く引用され、コピーされた。モールスは教科書の新版やその他の作品を毎年のように出版し、非公式に「アメリカ地理学の父」と呼ばれるようになった。モールスは1784年に地名集を発行する予定だったが難航し、同年に発行されたジョセフ・スコットのGazetteer of the United States（アメリカ合衆国の地名集）に先を越された。ノア・ウェブスターとサミュエル・オースティンの支援を受けて、1797年にUniversal Geography of the United States（アメリカ合衆国の普遍的な地名集）を出版した。

### アメリカ先住民
モールスは、『ブリタニカ百科事典』に掲載されているアメリカ先住民に関するある種の人種差別的見解（「（アメリカ先住民の）女性は奴隷的である」「皮や頭蓋骨は他の人間よりも厚い」など）に反論した。
モールスはアメリカ先住民をキリスト教徒にすることに大きな関心を持った。1820年には陸軍長官より命じられて、先住民をヨーロッパの文化に同化させるための最も効果的な方法を考案するために、辺境の様々な部族を訪問して観察した。調査の結果は1822年にReport to the Secretary of War on Indian Affairs（インディアン問題に関する陸軍長官への報告書）として提出された。

### イルミナティ陰謀論
モールスはまた、1798-99年にニューイングランドでイルミナティ陰謀論を広めたことでも知られている。1798年5月9日から、モールスはジョン・ロビソンの著書Proofs of a Conspiracy（陰謀の証明）を支持する3つの説教を行った。その中でモールスは、イルミナティがフランス革命の黒幕であるとの見解を初めて公表した。モールスは強力な連邦主義者であり、反連邦主義者がフランス革命の過激さを繰り返すのではないかと恐れていた。この説が提示されたとき、ジョージ・ワシントン大統領は次のように言ったと報じられている。
イルミナティの教義とジャコバン派の原則がアメリカ合衆国で広まっていなかったことを疑うのは私の意図する所ではない。それどころか、この事実に私以上に満足している人はいない。私が伝えたかったのは、この国のフリーメイソンのロッジが協会として、前者の極悪非道な教義や後者の悪質な原則を広めようと努力していたとは信じていないということである。フリーメイソンの個人がそれを行っていたのかもしれないし、アメリカ合衆国の民主共和協会の創設者や創設に採用された人たちが、これらの目的を持っていたのかもしれない。また、実際に政府から国民を分離させることを念頭に置いていたのではないかと疑うにはあまりにも明白である。

### その他の業績
モールスはマサチューセッツ歴史協会の活発なメンバーであり、1813年にはアメリカ古書家協会のメンバーに選出され、その他にも様々な文学・科学団体のメンバーだった。モールスは、独立後のアメリカで初めて発行された百科事典である『ドブソン百科事典』に重要な貢献をした。
モースは25の説教や特別な日の演説、A Compendious History of New England（「ニューイングランドの簡潔な歴史」、イライジャ・ハリスとの共著、1804年）、Annals of the American Revolution（「アメリカ革命の年代記」、1824年）などを発表している。

## 私生活

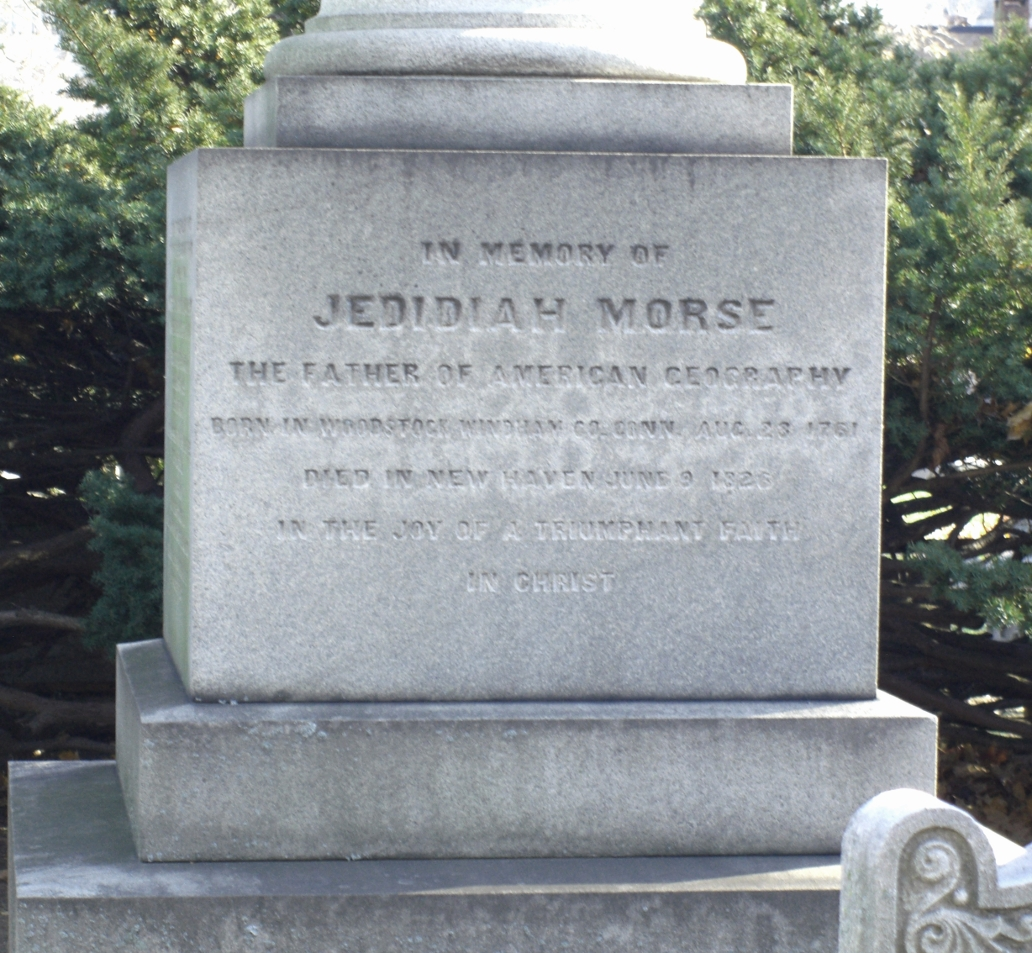
ニューヘイブンのグローブ・ストリート墓地にあるモールスの墓

モールスはチャールストンで牧師として働き始めた後、エリザベス・アン・フィンリー・ブリース(Elizabeth Ann Finley Breese)と結婚した。2人の間には3人の息子が生まれた。長男のサミュエル・モールスは電信の発明で知られる画家である。次男のシドニー・エドワーズ・モールスは地理学の教科書を出版した。三男のリチャード・カリー・モールス(Richard Cary Morse)は、地理学の仕事で父親を助け、兄のシドニーと共に『ニューヨーク・オブザーバー』紙を創刊した。
モールスは1826年にニューヘイブンで亡くなり、グローブ・ストリート墓地に埋葬された。

## 主な著書
- Morse, Jedidiah (1797). The American Gazetteer. Boston: S. Hall, and Thomas & Andrews. OL 23272543M
- “A New Universal Gazetteer”.  New Haven:  S. Converse (1821年). 2020年10月25日閲覧。
- Jedidiah Morse; Richard C. Morse (1823). A New Universal Gazetteer (4th ed.). New Haven: S. Converse. OL 7216242M